# L'altra metà del cielo (film)
L'altra metà del cielo è un film italiano del 1977 diretto da Franco Rossi, tratto dalla commedia teatrale Romancero di Jacques Deval del 1958.

## Trama
Don Vincenzo, prete spedito in un villaggio minerario dell'Australia, cerca di redimere la bella sicula Susanna, in arte Susy.